# Joaquim Videira
Joaquim Filipe Ferreira dos Santos Videira (ur. 12 stycznia 1984 w Viseu) – portugalski szpadzista, srebrny medalista mistrzostw świata.
Podczas mistrzostw świata w Turynie w 2006 roku wywalczył indywidualnie srebrny medal. W finale lepszy był Chińczyk Wang Lei. Był też między innymi piąty na mistrzostwach świata w Antalyi w 2009 roku.
Wystartował na igrzyskach olimpijskich w Pekinie w 2008 roku, gdzie w turnieju indywidualnym zajął 26. miejsce. Był to jego jedyny start olimpijski.